# 越南人民军陆军
越南人民军陆军（越南语：／），是越南人民軍的陸上戰鬥部隊，不设军种领帅机关，由越南国防部与越南人民军总参谋部直接领导、指挥。

## 历史
1949年8月28日，在4号公路战役中屡立战功的5个步兵营(第18、23、29、779、626营）与炮兵第410营在太原省富良县囤武镇组建第308师，师长兼政委王承武，副师长高文庆。308师为越盟总部直属机动部队，并希望得到中国的支持。
1950年，中国派遣军事顾问团，帮助越军军事建设和作战指挥，团长韦国清，副团长梅嘉生、邓逸凡。不久，派陈赓赴越组织边界战役并统一处理中国对越援助工作。 1950年2月底，越军西北战区政委双豪率领第308师进入云南砚山训练休整换装，改编为3个步兵团、1个炮兵团。在云南思茅设立越军军官学校。1950年8月28日，全面正规化的308师宣布重建完成，这一天由此被定位越南人民军的新建军节。9月，第308师回国。10月发起边界战役，越军打通了上千公里的中越边界，解放了高平、谅山、老街、太原四省。法军退守红河三角洲。
1951年初在宣化组建第304师。1951年春在东北边界组建第316师；在红河三角洲组建第320师。1951年初，越軍發動永安戰役，第308與312師被殲滅大半。1951年底到1952年2月，越军发起解放河内西南门户的和平的战役。1952年正式组建第351师。1952同年夏，在中部高原组建第325师。至此越军六大主力部队均成立。除了正规军外，越军也有一支规模超过20,000人的特工队，专门从事侦察和敌后游击战。该部前身为1952年成立的中国人民解放军第13集团军37师侦察教导队，主要队员为越南人，干部为37师各侦察连中抽调的侦察骨干。该部于1954年奠边府战役中成功袭击法军两个野战机场、切断法军补给线。奠边府战役结束后，该部正式划拨越南人民军，其绝大多数干部为昆明陆军军官学校侦察专业和桂林陆军特种作战学校毕业，少部分在朝鲜接受地雷、陷阱、地道战等专门科目的训练。进入1960年代越战全面爆发时，特工队装备精良，队员人均一支中国制64式微声冲锋枪、64式/67式微声手枪和匕首枪，亦装备各式诡雷和弓弩等暗器，给对手造成极大损失。
1953年春，越军第316师击溃老挝的殖民军，解放了桑怒。第304师攻占越柬边界的农黑地区。3个独立团攻入了琅勃拉邦。1953年5月，新上任的法国远征军司令亨利·纳瓦尔提出“纳瓦尔计划”，派兵在越盟后方建立一个坚固的筑垒要塞，阻断从中国获得支援的交通线，控制通向老挝的交通，吸引越军进攻，利用优势火力在阵地战中消灭其有生力量。这就是奠边府战役。
　　
1955年抗法战争胜利后，越军总兵力达到38万人，其中机动部队是北越的6个师与来自南越的第330师和第338师。这些师缩编为旅，各辖4个步兵营、2个炮兵营、1个高射炮营。
1959年10月5日，组建了第一支坦克部队——202坦克团，并装备了苏联援助的T-34/85坦克和SU-76自行火炮。1960年代初，202团从中国换装了仿苏联T-55坦克的59式坦克、苏联PT-76兩棲坦克及其中国改进型63式水陆坦克。
1964年初，北越军共计21.5万人，有6个步兵师，1个炮兵师，5个步兵旅，10个独立团。

## 兵种
| 步兵   | 坦克装甲兵 | 炮兵   | 特工部队 | 装甲步兵 | 工兵   | 军医       | 通信兵 |
| ------ | ---------- | ------ | -------- | -------- | ------ | ---------- | ------ |
|        |            |        |          |          |        |            |        |
| 运输兵 | 技术兵     | 化学兵 | 军械兵   | 军法兵   | 文艺兵 | 军事体育兵 | 军乐兵 |
|        |            |        |          |          |        |            |        |

## 军区
- -  第3师驻谅山省
  -  第346师驻高平省
  -  高平省军事指挥部
    -  高平省队第567团
    - 高平省广和县队
    - 高平省重庆县独立营
    - 高平省河广县独立第1、第2营
    - 高平省复和县独立营
    - 高平省通农县独立营
    - 高平省原平县大队。

  -  谅山省军事指挥部
  -  北𣴓省军事指挥部
  -  北江省军事指挥部
  -  太原省军事指挥部
  -  北宁省军事指挥部

- -  第316师驻富寿省Chí Đám
  -  第355师驻安沛省
  -  第82团驻奠边省
  -  第406坦克团驻福寿省夏和县
  -  第604通信团驻福寿省越池市
  -  第297防空旅驻福寿省越池市
  -  第543工兵旅旅驻福寿省清水县
  -  第313生产师
  -  第314生产师
  -  第326生产师驻山罗省梭果县
  -  第345生产师
    -  第118团
    -  第121团

  -  第379生产师驻奠边省
  -  河江省军事指挥部
  -  老街省军事指挥部
    -  老街省队第192团
    -  老街省队第254团
    - 老街省队独立第2营、
    - 老街市队
    - 柑塘市队
    - 文磐（盘）县队独立第2连
    - 坝洒县队
    - 沙巴县队
    - 孟康县队独立第3营

  -  莱州省军事指挥部
    -  莱州省队第741团辖第64、第907营
    -  莱州省队第193团辖第1、2、3营
    - 清河县队独立第2营

  -  奠边省军事指挥部
  -  安沛省军事指挥部
  -  宣光省军事指挥部
  -  福寿省军事指挥部
  -  山罗省军事指挥部
  -  永福省军事指挥部

- -  第395师驻广宁省广安市社
  -  第350师驻宁平省
  -  第242步兵团驻广宁省云屯县
  -  第405坦克团驻海防市海安郡
  -  第603通信团驻海防市
  -  第454炮兵旅
  -  第214防空旅驻海防市
  -  第513工兵旅
  -  第5军医院
  -  第7军医院
  -  第327生产师
  -  第319建筑师驻河内龙编。1979年3月7日作为生产师组建。现在有3475名技术工人、763名管理或技术干部，其中573人具有大学本科学历。
  -  广宁省军事指挥部
    -  广宁省队第43团
    -  广宁省队第244团

  -  海防市军事指挥部
  -  兴安省军事指挥部
  -  太平省军事指挥部
  -  南定省军事指挥部
  -  河南省军事指挥部
  -  宁平省军事指挥部
  -  和平省军事指挥部
  -  海阳省军事指挥部

- -  第324师驻乂安省都梁县乐山市镇
  -  第341师
  -  第968师
  -  第206坦克团
  -  第80通信团驻荣市
  -  第16炮兵旅 驻顺化富荣县顺安市镇
  -  第283防空旅
  -  第414工兵旅
  -  第4军医院
  -  第337生产师
  -  清化省军事指挥部
  -  乂安省军事指挥部
  -  河静省军事指挥部
  -  广平省军事指挥部
  -  广治省军事指挥部
  -  承天顺化省军事指挥部

- -  第2师
  -  第305师
  -  第315师
  -  第368炮兵团
  -  第270工兵旅
  -  岘港市军事指挥部
  -  广南省军事指挥部
  -  广义省军事指挥部
  -  平定省军事指挥部
  -  福安省军事指挥部
  -  庆和省军事指挥部
  -  昆嵩省军事指挥部
  -  嘉莱省军事指挥部
  -  多乐省军事指挥部
  -  得农省军事指挥部
  -  宁顺省军事指挥部

- -  第5师
  -  第6师
  -  第302师
  -  第317师
  -  炮兵旅
  -  防空旅
  -  工兵旅
  -  通信团
  -  胡志明市军事指挥部
  -  巴地头顿省军事指挥部
  -  平阳省军事指挥部
  -  平福省军事指挥部
  -  平顺省军事指挥部
  -  同奈省军事指挥部
  -  西宁省军事指挥部
  -  林同省军事指挥部
  -  隆安省军事指挥部

- -  第4师
  -  第8师
  -  第330师
  -  第339师
  -  第6炮兵旅
  -  第226防空旅
  -  第25工兵旅
  -  通信团
  -  第121军医院
  -  芹苴市军事指挥部
  -  安江省军事指挥部
  -  薄寮省军事指挥部
  -  槟椥省军事指挥部
  -  金瓯省军事指挥部
  -  同塔省军事指挥部
  -  后江省军事指挥部
  -  坚江省军事指挥部
  -  朔庄省军事指挥部
  -  前江省军事指挥部
  -  茶荣省军事指挥部
  -  永隆省军事指挥部

- -  第301师
  -  第452防空团
  -  第47坦克团
  -  第610通信营

|}

## 军級單位
越南陆军编制4个军，直属于总部，作为全国战略机动野战部队。
1973年10月24日成立，用于在美国退出越南战争后集中越共主力部队在南越打正规战、大战，在大型战役中歼灭南越陆军主力，解放南越。该军在胡志明战役中发挥了决定作用。现在，军部驻河内南部的宁平省三叠市。
- 第308机械化步兵师，驻河内西南郊的彰美县春梅市镇 。
- 第312步兵師，驻太原省南部的普安市。
- 第390步兵师原名为320B师。驻清化省扁山市社。
- 第368炮兵旅。驻清化省扁山市社。
- 第241防空旅。驻宁平省儒关县琼瑠社。
- 第202坦克旅。驻宁平省儒关县富禄社。
- 第299工兵旅。驻和平省安水县。
- 第1军军校。驻宁平省三叠市。
- 第145军医院。驻宁平省三叠市。

组建于1974年5月17日。 军部驻北江省谅江县。
- 第304师
- 第306师
- 第325师
- 第164炮兵旅
- 第673防空旅
- 第203坦克旅
- 第219工兵旅
- 第2军军事学校（2010年7月转隶第1军区）

1975年3月26日组建。军部驻嘉莱省波来古市。
- 第10师
- 第31师
- 第320机械化步兵师
- 第40炮兵旅
- 第234防空旅
- 第273坦克团
- 第198特工团
- 第7工兵团
- 第29通信团
- 第30技术团
- 第3军军事学校
- 第211军医院

1974年7月20日组建。军部驻平阳省以安市。
- 第7师
- 第9师
- 第309师
- 第434炮兵旅
- 第71防空旅
- 第550工兵团
- 第26通信营
- 第6运输营
- 第38化学营

## 地方部队

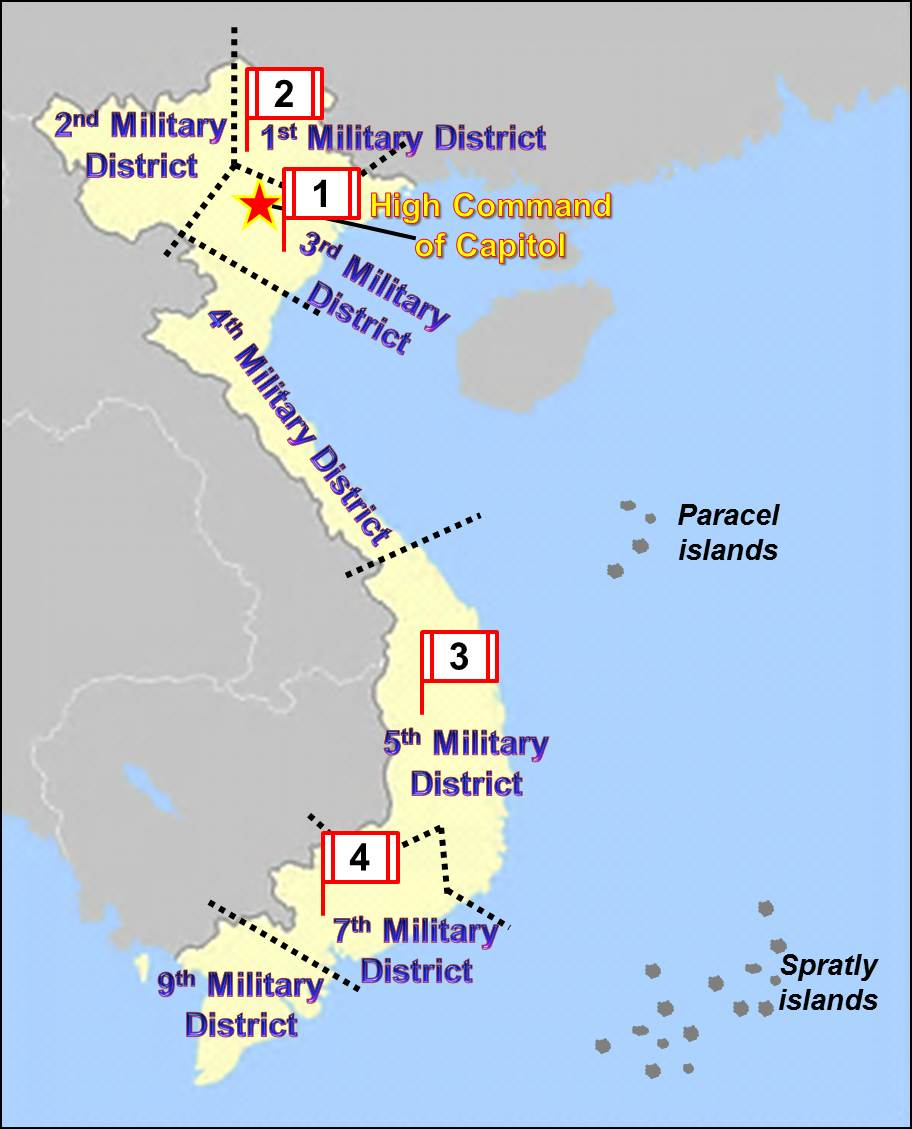
越南当前的8大军区与4个陆军军

越南的省设有“军事部”，指挥的地方部队称为“省队”，由一个步兵团或多个步兵团组成。越南的县设有“军事部”，指挥的地方部队为“县队”，由一个步兵营或多个步兵营组成。例如，高平省队第567团；高平省河广县有独立一营、独立二营。高平省通农县独立营；高平省原平县大队。

## 驻老挝志愿军
即959部队。1970年4月司令武立。后任司令兼政委黄得香（Huỳnh Đắc Hương）少将。

## 越南战争时期越南南方人民解放武装力量的军区
越南共和国（西贡政权）的陆军另见：越南共和國陸軍

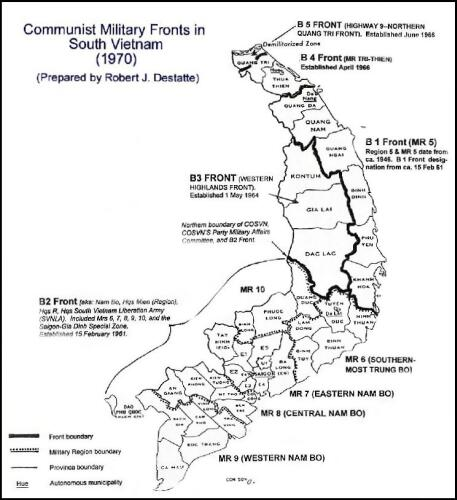
1961年-1975年越南南方的军区

|  | 其中B2战场由越南劳动党南方局领导指挥；B1、B3、B4、B5战场由河内的越南劳动党中央与越南人民军总部机关直接领导指挥。 B1战场 1946年起组建“第五联区”。1961年2月15日起代号B1战场。负责中北部沿海的广南省（含岘港市）、广信省、广义省、平定省、富安省、广和省。辖第711师（即第2师）、第3师。1976年与西原B3战场合并为第五军区。 B2（南部）战场 1961年2月15日组建。由越南劳动党南方局领导。分为： - 第6军区：又称中部最南区。包括宁顺省、潘郎市、宣德省、大叻市、林同省、平顺省、平绥省。1976年并入了第7军区，除了宁顺省转隶第5军区。 - 第7军区：又称南部东区。环绕着西贡市。包括平阳省、厚义省、隆安省、嘉定省、福绥省、隆庆省、边和省、西宁省。 - 第8军区：又称南部中区。位于湄公河三角洲的北半部。包括建祥省、建丰省、安江省、朱笃省、定祥省（美湫）、鹅贡省、建和省。1976年并入第9军区。 - 第9军区：又称南部西区。位于湄公河三角洲的南半部。包括永平省（茶荣）、永隆省、沙沥省、丰盈省（芹苴）、巴川省（朔庄）、薄寮省、安川省（金瓯）、彰善省（渭清）、坚江省。 - 第10军区：包括平隆省、福隆省、广德省。1976年广德省即现在的得农省，属于第5军区；平隆省、福隆省属于第7军区。 - 西贡-嘉定特区。 1967年10月25日，越南劳动党南方局决定撤销第七军区和西贡军区，设立重点区，代号为B23，后改为B24。书记阮文灵，副书记武文杰。下设六个区： - 第一区包括西贡市西北部郊县：纠支县，旭门县，旧邑郡，西宁省盏盘县（今盏盘市社）部分地区，平阳省𤅶葛县（今𤅶葛市社），油汀县。 - 第二区包括西贡市西部堤岸市及远郊：新平郡，第三郡、第五郡、第六郡以及隆安省北部地区。 - 第三区包括西贡市南部的第二郡、第四郡、第七郡、第八郡与茹𦨭县，以及隆安省东部地区。后来以第三区领导班子为主，第二、三区合并为第二三区。 - 第四区包括西贡市中心、城市东部及东南部的第一郡、第九郡盛美西坊(现隶属第十二郡)、守德郡、同奈省的隆城县、仁泽县。 - 第五区包括西贡市北部的郊县：富润郡、平阳省的平和郡、以安郡（今以安市）、莱眺郡（今顺安市）、富教县、新渊县（今新渊市社）。 - 第六区是西贡市内不按照地区划分的力量，如别动队、特工、城市工会、华人工作、知识分子工作、宣传力量。 - 第九区是福绥省、隆庆省。 - 第十区是西宁省。 B3（西原）战场 负责西原地区的昆嵩省、波来古省、多乐省、富本省。1976年并入了第五军区。 B4（治天）战场 负责广治省9号公路以南以及承天顺化。1966年4月组建。1976年并入了第四军区。 B5战场 负责越南中部17度线非军事区到广治省中部9号公路的狭窄地带。1966年6月组建。1976年并入了第四军区。 |

## 陆军各师
| 名称（绰号或称号） | 地域     | 简介 |
| ------------------ | -------- | --- |
| 第1师              | 西原地区 | 1965年底成立，下辖33、66、320团，B3战场的主力师。发起波莱美战役，其中德浪河谷战斗特别著名。几年后所属团分编入其他部队 |
| 示例               | 示例     | 示例 |